# گورستان لشتر
گورستان لشتر مربوط به دوره صفوی تا دوره قاجار است و در شهرستان اردل، بخش مرکزی، روستای لشتر ۱ واقع شده و این اثر در تاریخ ۲۴ فروردین ۱۳۸۲ با شمارهٔ ثبت ۸۱۹۱ به‌عنوان یکی از آثار ملی ایران به ثبت رسیده است.